# Старий Кебезень
Старий Кебезень (рос. Старый Кебезень) — село Турочацького району, Республіка Алтай Росії. Входить до складу Кебезенського сільського поселення.
Населення — 145 осіб (2015 рік).